# Halticoptera scaptomyzae
Halticoptera scaptomyzae är en stekelart som beskrevs av Karl-Johan Hedqvist 1977. Halticoptera scaptomyzae ingår i släktet Halticoptera och familjen puppglanssteklar. Inga underarter finns listade i Catalogue of Life.